# Магия Войны: Знамёна Тьмы
Магия войны. Знамёна тьмы — российская компьютерная игра, разработанная компанией Targem Games и изданная компанией Бука. Сочетает черты стратегии и RPG. На Западе издана под названием Battle Mages: Sign of Darkness. Является предысторией к игре Магия Войны: Тень Повелителя.

## Сюжет
Действие игры происходит в фэнтезийном мире на протяжении 4 кампаний, по одной на каждую расу. Игрок, выбрав персонажа может нанимать отряды воинов, и получать опыт за выполнение заданий и сражения.
Сюжет игры является приквелом к первой части — он вводит игроков в курс событий, предшествовавших воцарению в Денморе Повелителя.
Минула тысяча лет со времени великой битвы между Повелителем Хаоса и силами Порядка. Правители рас людей, эльфов и гномов договорились о разделе Денмора на Империю людей, Леса эльфов и Подземелья гномов. Лишь орки продолжали свои нападения. Однако они были усмирены Имперской армией.
Самой могущественной организацией в новом мире стала Гильдия магов, созданная людьми, открывшими магические свойства Кристаллов — могущественных артефактов, сохранившихся со времен Катаклизма.
Игрок, никому еще не известный молодой волшебник, направляется на Север, чтобы пройти обучение у вспыльчивого и эксцентричного старика, одного из старейших и сильнейших магов Гильдии. Он еще не знает, что его будущий учитель является членом Ордена хранителей, и отныне судьба молодого мага прочно вплетена в цепь событий, ведущих к великим потрясениям для всего Денмора.

## Рецензии
Портал игр Absolute Games поставил игре 70 %. Обозреватели отметили хорошую графику и высокое качество квестов, изменение ролевой системы. К недостаткам были отнесены устройство битв и слабый искусственный интеллект. Вердикт: «Под занавес поговорим о неумолимом течении времени. „Знамёна Тьмы“ все еще вызывает неподдельный интерес, но многочисленные условности, коими она переполнена, и простенькая по нынешним меркам графика как-то не укладываются в понятие прогресса. Впрочем, все это придирки, которые можно пропустить мимо глаз и ушей. Когда в игру приятно играть, ей часто прощаешь отсутствие мнимой реалистичности и нехватку модных элементов.».
Журнал Игромания поставил игре 7.0 баллов из 10-ти, сделав следующее заключение: «Продолжение „Магии войны“ неожиданно оказалось не простеньким дополнением, сооруженным „на коленке“, а почти полноценной игрой, которая может легко подарить море новых впечатлений… А может и не подарить.».